# 西營盤 (選區)
西營盤（英語：Sai Ying Pun，代號A11）曾是香港中西區區議會下轄的選區，1982年設立，1994年定為單議席選區，議席自2021年起懸空至2023年取消，懸空前的區議員為獨立民主派人士黃永志。

## 範圍
選區位於西營盤北部，現時包括威利麻街以西、皇后大道西以北及水街、德輔道西、嘉安街及豐物道以東的地區，以德輔道西沿線單幢私人樓宇為主，包括均益大廈二期及三期、高樂花園等屋苑；名稱源自原有地名西營盤。與其相鄰選區有上環、東華、正街、水街及石塘咀選區。投票站設於皇后大道西的東華三院樂群地區支援中心及德輔道西東慈商業大廈內的社會福利署中西區及離島區社會保障辦事處。

## 沿革
西營盤選區可以追溯至1982年區議會選舉，當時範圍覆蓋現時石塘咀、西營盤、正街及水街選區，選出一名議員，由李達如勝出。基於區內發展人口增加，1984年香港政府於現有石塘咀選區位置，分拆出西營盤西的單議席選區，其他部分則改名為雙議席的西營盤東選區。
1985年區議會選舉，西營盤東選區吸引上屆西營盤選區參選的革新會梁英陽參選，另有港人協會成員黎國雄及獨立人士張耀基參選，結果梁黎二人分別以一千多票當選首任西營盤東區議員。
1988年區議會選舉，梁英陽及以太平山學會名義參選的黎國雄爭取連任，亦有獨立人士蒲鳳屏參選，最終梁黎以一千四百多票擊敗得六百多票的蒲而連任。1991年區議會選舉只有梁英陽及黎國雄參選（黎以港同盟名義），二人自動當選。
1993年港督彭定康推行政改方案，取消區議會委任議席及雙議席選區制度，全面實行單議席單票制，並改由選區分界及選舉事務委員會制定，區議會選區數目大幅增加，現有西營盤選區由西營盤東選區分拆皇后大道西以北部分改劃而成，名稱回復為西營盤，南面正街一帶則劃為東華及水街選區一部分，再於1998年劃為正街選區，西營盤選區南面現時仍與這三個選區接壤。
1994年區議會選舉，梁英陽及黎國雄都選擇於本區參選，親中派民主建港聯盟亦派出陳耀強參選。最終由代表匯點及港同盟的黎國雄以1,142票擊敗對手而連任（梁陳二人各得六百票左右）。1994年10月匯點港同盟合併成立民主黨，黎亦隨即加入。
1999年區議會選舉，本區由親中派民建聯成員陳耀強和已退出民主黨的獨立民主派黎國雄二元對壘，最終黎以5票之差勝過陳（1,248票對1,243票）。中聯辦正式成立後，總部辦公室由跑馬地皇后大道東黃泥涌道交界搬到本區的西港中心，使建制勢力視本區為橋頭堡。
2003年區議會選舉黎陳二人繼續參選，黎國雄以中西區民主力量身份與中西區其他泛民候選人連成一線，最終黎以1,744票擊敗陳的1,529票成功連任。2007年區議會選舉，皇后大道西東邊街德輔道西正街部分改劃到人口較少的正街選區，而黎國雄以泛民區選聯盟名義參選，對手為民建聯成員，具以律師身份的盧懿杏，最終盧以1,850票擊敗黎的1,168票。
2011年區議會選舉民主黨派員參選本區，人民力量亦有參選本區，狙擊民主黨2010年支持政府政改方案的決定，另一方面盧懿杏尋求連任。最終盧以1,875票擊敗取得711票的民主黨容澤昌和189票的人民力量袁文浩。2015年區議會選舉，議席由民建聯盧懿杏與被視為傘兵的西環飛躍動力伍永德爭奪，最終盧以1,790票勝過伍，保住建制橋頭堡。
2019年區議會選舉，盧懿杏放棄連任，由民建聯黨友劉天正出選，與獨立民主派候選人黃永志競逐議席。其中一個投票站由沿用的中山紀念公園體育館轉到東華三院樂群地區支援中心，結果黃以2,734票、超過五百票的差距擊敗劉，繼2007年黎國雄敗選後，再度由泛民主派人士取得議席。2021年7月，因應政府計劃追討協助民主派初選區議員的酬金津貼傳聞所帶動的區議員辭職潮中，黃永志辭去區議員職務。
議席藉此一直懸空至2023年選舉改革被撤銷，與堅摩、西環、寶翠、石塘咀、正街及水街選區合併成西區選區。

## 歷屆議員
| 屆別                  | 議員     | 政治聯繫 | 政治聯繫       | 議員                                      | 政治聯繫                                  | 政治聯繫                                  |
| --------------------- | -------- | -------- | -------------- | ----------------------------------------- | ----------------------------------------- | ----------------------------------------- |
| 1982年－1985年        | 李達如   |          | 公民協會       | 定為單議席選區                            | 定為單議席選區                            | 定為單議席選區                            |
| 1985年－1988年        | 黎國雄   |          | 港人協會       | 梁英陽                                    |                                           | 革新會                                    |
| 1988年－1991年        | 黎國雄   |          | 太平山學會     | 梁英陽                                    |                                           | 革新會                                    |
| 1991年－1994年        | 黎國雄   |          | 港 港同盟      | 梁英陽                                    |                                           | 無黨籍                                    |
| 1994年－1999年        | 黎國雄   |          | 民主黨         | 劃出皇后大道西以南部分後， 改為單議席選區 | 劃出皇后大道西以南部分後， 改為單議席選區 | 劃出皇后大道西以南部分後， 改為單議席選區 |
| 2000年－2003年        | 黎國雄   |          | 中西區民主力量 | 劃出皇后大道西以南部分後， 改為單議席選區 | 劃出皇后大道西以南部分後， 改為單議席選區 | 劃出皇后大道西以南部分後， 改為單議席選區 |
| 2004年－2007年        | 黎國雄   |          | 中西區民主力量 | 劃出皇后大道西以南部分後， 改為單議席選區 | 劃出皇后大道西以南部分後， 改為單議席選區 | 劃出皇后大道西以南部分後， 改為單議席選區 |
| 2008年－2011年        | 盧懿杏   |          | 民建聯         | 劃出皇后大道西以南部分後， 改為單議席選區 | 劃出皇后大道西以南部分後， 改為單議席選區 | 劃出皇后大道西以南部分後， 改為單議席選區 |
| 2012年－2015年        | 盧懿杏   |          | 民建聯         | 劃出皇后大道西以南部分後， 改為單議席選區 | 劃出皇后大道西以南部分後， 改為單議席選區 | 劃出皇后大道西以南部分後， 改為單議席選區 |
| 2016年－2019年        | 盧懿杏   |          | 民建聯         | 劃出皇后大道西以南部分後， 改為單議席選區 | 劃出皇后大道西以南部分後， 改為單議席選區 | 劃出皇后大道西以南部分後， 改為單議席選區 |
| 2020年－2021年7月10日 | 黃永志   |          | 無黨籍         | 劃出皇后大道西以南部分後， 改為單議席選區 | 劃出皇后大道西以南部分後， 改為單議席選區 | 劃出皇后大道西以南部分後， 改為單議席選區 |
| 2021年7月11日－2023年 | 議席懸空 | 議席懸空 | 議席懸空       | 劃出皇后大道西以南部分後， 改為單議席選區 | 劃出皇后大道西以南部分後， 改為單議席選區 | 劃出皇后大道西以南部分後， 改為單議席選區 |

## 歷屆選舉結果
| 政党   | 政党   | 候选人    | 票数  | %     | ±      |
| ------ | ------ | --------- | ----- | ----- | ------ |
|        | 獨立   | 1. 黃永志 | 2,734 | 55.38 | 不適用 |
|        | 民建聯 | 2. 劉天正 | 2,202 | 44.62 | ▼15.17 |
| 多数票 | 多数票 | 多数票    | 532   | 10.76 | ▼8.82  |

| 政党   | 政党                  | 候选人    | 票数  | %     | ±      |
| ------ | --------------------- | --------- | ----- | ----- | ------ |
|        | 民建聯                | 1. 盧懿杏 | 1,790 | 59.79 | ▼7.78  |
|        | 西環飛躍動力/港民領域 | 2. 伍永德 | 1,204 | 40.21 | 不適用 |
| 多数票 | 多数票                | 多数票    | 586   | 19.58 | ▼22.37 |

| 政党   | 政党              | 候选人    | 票数  | %     | ±      |
| ------ | ----------------- | --------- | ----- | ----- | ------ |
|        | 人民力量/選民力量 | 1. 袁文浩 | 189   | 6.81  | 不適用 |
|        | 民建聯            | 2. 盧懿杏 | 1,875 | 67.57 | ▲6.27‬  |
|        | 民主黨            | 3. 容澤昌 | 711   | 25.62 | 不適用 |
| 多数票 | 多数票            | 多数票    | 1,164 | 41.95 | ▲19.35 |

| 政党   | 政党   | 候选人    | 票数  | %     | ±      |
| ------ | ------ | --------- | ----- | ----- | ------ |
|        | 獨立   | 1. 黎國雄 | 1,168 | 38.70 | ▼14.58 |
|        | 民建聯 | 2. 盧懿杏 | 1,850 | 61.30 | ▲14.58 |
| 多数票 | 多数票 | 多数票    | 682   | 22.60 | ▲16.04 |

| 政党   | 政党           | 候选人    | 票数  | %     | ±     |
| ------ | -------------- | --------- | ----- | ----- | ----- |
|        | 中西區民主力量 | 1. 黎國雄 | 1,744 | 53.28 | +2.18 |
|        | 民建聯         | 2. 陳耀強 | 1,529 | 46.72 | -2.18 |
| 多数票 | 多数票         | 多数票    | 215   | 6.56  | +6.36 |

| 政党   | 政党   | 候选人    | 票数  | %     | ±      |
| ------ | ------ | --------- | ----- | ----- | ------ |
|        | 民建聯 | 1. 陳耀強 | 1,243 | 49.90 | +24.63 |
|        | 獨立   | 2. 黎國雄 | 1,248 | 50.10 | +2.24  |
| 多数票 | 多数票 | 多数票    | 5     | 0.20  | -18.79 |

| 政党   | 政党           | 候选人 | 票数  | %     | ±      |
| ------ | -------------- | ------ | ----- | ----- | ------ |
|        | 港同盟/匯 匯點 | 黎國雄 | 1,142 | 47.86 | 新選區 |
|        | 無黨派         | 梁英陽 | 641   | 26.87 | 新選區 |
|        | 民建聯         | 陳耀強 | 603   | 25.27 | 新選區 |
| 多数票 | 多数票         | 多数票 | 501   | 20.99 | 新選區 |

| 政党   | 政党   | 候选人 | 票数     | %   | ±   |
| ------ | ------ | ------ | -------- | --- | --- |
|        | 無黨派 | 梁英陽 | 自動當選 | N/A | N/A |
|        | 港同盟 | 黎國雄 | 自動當選 | N/A | N/A |
| 多数票 | 多数票 | 多数票 | N/A      | N/A | N/A |

| 政党   | 政党       | 候选人 | 票数  | %     | ±      |
| ------ | ---------- | ------ | ----- | ----- | ------ |
|        | 革新會     | 梁英陽 | 1,488 | 41.68 | 不適用 |
|        | 太平山學會 | 黎國雄 | 1,431 | 40.08 | 不適用 |
|        | 無黨派     | 蒲鳳屏 | 651   | 18.24 | 不適用 |
| 多数票 | 多数票     | 多数票 | 780   | 21.85 | 不適用 |

| 政党   | 政党     | 候选人 | 票数  | %     | ±      |
| ------ | -------- | ------ | ----- | ----- | ------ |
|        | 港人協會 | 黎國雄 | 1,953 | 43.72 | 不適用 |
|        | 革新會   | 梁英陽 | 1,636 | 36.63 | 不適用 |
|        | 無黨派   | 張耀基 | 878   | 19.66 | 不適用 |
| 多数票 | 多数票   | 多数票 | 758   | 16.97 | 不適用 |

| 政党   | 政党     | 候选人 | 票数  | %     | ±      |
| ------ | -------- | ------ | ----- | ----- | ------ |
|        | 公民協會 | 李達如 | 1,780 | 41.16 | 新選區 |
|        | 無黨派   | 鄧綺蓮 | 1,332 | 30.80 | 新選區 |
|        | 革新會   | 梁英陽 | 1,213 | 28.05 | 新選區 |
| 多数票 | 多数票   | 多数票 | 448   | 10.36 | 新選區 |

## 資料來源與註釋
1. ↑   (PDF).   [2019-12-06]. （原始内容存档 (PDF)于2019-12-06）.
2. ↑   (PDF).   [2019-12-06]. （原始内容 (PDF)存档于2020-08-20）.
3. ↑  .   [2020-06-09]. （原始内容存档于2021-02-03）.
4. ↑  鄧佳明. . 獨立媒體 inmediahk.net. 2019-11-25  [2019-12-27]. （原始内容存档于2019-12-27）.